# L'Aveugle
L'Aveugle est une nouvelle de Guy de Maupassant, parue en 1882.

## Historique
L'Aveugle est initialement publiée dans la revue Le Gaulois du 31 mars 1882, puis dans le recueil posthume Le Père Milon en 1899.

## Résumé
Le narrateur raconte la vie misérable d’un fils de paysan aveugle. Tant que ses parents avaient vécu, il avait vécu à peu près correctement, mais à leur mort, recueilli par sa sœur, il devient le souffre-douleur de la famille. Son beau-frère, qui lui a pris sa part d’héritage, lui reproche son inutilité.
Qui plus est, sa famille organise pour les voisins des petits spectacles où on lui fait manger des bouchons, du bois, des détritus. Voyant qu’il ne réagit pas, on l’oblige à mendier, on le frappe tous les jours, tout le monde à le droit de le frapper. Finalement, son beau-frère l’emmène par un jour de grand froid faire l’aumône, loin de la ferme, et l’abandonne. Il ne rentre pas, se perd dans les talus.
On retrouvera son cadavre à moitié dévoré à la fin de l’hiver. Les oiseaux lui ont dévoré les yeux.

## Extrait
- « Sa mère l'ayant toujours un peu rudoyé, ne l'aimant guère; car aux champs les inutiles sont des nuisibles, et les paysans feraient volontiers comme les poules qui tuent les infirmes d'entre elles. »
- « Ce fut alors contre lui une haine déchainée, impitoyable. Et voici comme il mourut. »

## Édition française
- L'Aveugle, dans Maupassant, Contes et Nouvelles, texte établi et annoté par Louis Forestier, éditions Gallimard, Bibliothèque de la Pléiade, 1974  (ISBN 978 2 07 010805 3).